# Dębina (powiat wolsztyński)
Dębina – osada w Polsce położona w województwie wielkopolskim, w powiecie wolsztyńskim, w gminie Przemęt.
W latach 1975–1998 miejscowość administracyjnie należała do województwa leszczyńskiego.
Folwark Dębina powstał na ruinach wsi Grobia, która zanikła. Należy do sołectwa Bucz. Leży na północny wschód od Boszkowa. Na południe od Dębiny leży rezerwat Jezioro Trzebidzkie.